# Karen Clarke
Karen Clarke (ur. 23 czerwca 1990) – australijska lekkoatletka specjalizująca się w rzucie oszczepem.
W 2010 z wynikiem 48,82 została mistrzynią Oceanii. Medalistka juniorskich i seniorskich mistrzostw Australii (ma w dorobku jeden brązowy medal z mistrzostw kraju w 2010).
Rekord życiowy: 53,00 (16 kwietnia 2011, Melbourne).